# فرودگاه دنی آیلند
فرودگاه دنی آیلند (به انگلیسی: Denny Island Aerodrome) یک فرودگاه همگانی با کد یاتا ZEL است که یک باند فرود آسفالت دارد و طول باند آن ۹۰۰ متر است. این فرودگاه در کشور کانادا قرار دارد و در ارتفاع ۴۹ متری از سطح دریا واقع شده‌است.

## شرکت‌های هواپیمایی و مقصدهای پروازی
| شرکت‌های هواپیمایی        | مقصدهای پروازی |
| ------------------------ | -------------- |
| Pacific Coastal Airlines | پورت هاردی     |
| Air North                | فصلی: ونکوور   |